# عبدالغفور عصار
عبدالغفور عصار (انگلیسی: Abdul Ghafoor Assar) بازیکن فوتبال اهل افغانستان بوده.
وی به همراه تیم ملی فوتبال افغانستان در بازی‌های المپیک تابستانی ۱۹۴۸ شرکت کرده است.